# 3959 Ірвін
3959 Ірвін (3959 Irwin) — астероїд головного поясу, відкритий 28 жовтня 1954 року.
Тіссеранів параметр щодо Юпітера — 3,596.